# Calystegia spithamaea
Calystegia spithamaea là một loài thực vật có hoa trong họ Bìm bìm. Loài này được (L.) Pursh mô tả khoa học đầu tiên năm 1814.